# Episodi di Marco Polo (seconda stagione)
La seconda e ultima stagione della serie televisiva Marco Polo, composta da 10 episodi, è stata resa interamente disponibile sul servizio di streaming on demand Netflix il 1º luglio 2016.
Durante questa stagione entrano nel cast principale Ron Yuan, Claudia Kim, Jacqueline Chan, Leonard Wu, Thomas Chaanhing, Chris Pang, Gabriel Byrne e Michelle Yeoh. Chin Han ricompare come guest star.
| nº | Titolo originale             | Titolo italiano               | Pubblicazione  |
| -- | ---------------------------- | ----------------------------- | -------------- |
| 1  | Hunter and the Sable Weaver  | Il cacciatore e la tessitrice | 1º luglio 2016 |
| 2  | Hug                          | L'abbraccio                   | 1º luglio 2016 |
| 3  | Measure Against the Linchpin | L'esecuzione                  | 1º luglio 2016 |
| 4  | Let God's Work Begin         | L'opera di Dio                | 1º luglio 2016 |
| 5  | Lullaby                      | Ninna nanna                   | 1º luglio 2016 |
| 6  | Serpent's Terms              | Le condizioni del serpente    | 1º luglio 2016 |
| 7  | Lost Crane                   | Gru wudang                    | 1º luglio 2016 |
| 8  | Whitehorse                   | Il cavallo bianco             | 1º luglio 2016 |
| 9  | Heirs                        | Eredi                         | 1º luglio 2016 |
| 10 | The Fellowship               | In buona compagnia            | 1º luglio 2016 |

## Il cacciatore e la tessitrice di zibellino
- Titolo originale: Hunter and the Sable Weaver
- Diretto da: Daniel Minahan
- Scritto da: John Fusco

### Trama
Con la sconfitta dei Song, la Cina è ora completamente riunificata sotto il dominio di Kublai. Mentre l'Impero cerca di rimettere insieme i pezzi di una lunga guerra che ha ridotto il vecchio dominio Song alla miseria, Marco, assieme a Mei Lin, viene inviato nel sud del Paese, a Hangzhou, per individuare e sradicare un movimento ribelle che ancora si oppone all'occupazione mongola raccolto attorno alla figura dell'ormai deposto imperatore Gong Di.
Avventuratisi nelle foreste di mangrovie fuori dalla città, i due riescono infine a trovare il nascondiglio dell'imperatore, e anche se alcuni dei ribelli riescono a fuggire Gong Di viene infine catturato per essere ricondotto a Khanbalik.
Nel mentre, a Xiangyang, eletta dal Khan come nuova capitale provvisoria in attesa della completa pacificazione della Cina, Kublai deve far fronte alle prime avvisaglie della scellerata politica economica di Ahmed, che sta provocando un'inflazione impossibile da controllare e dalle conseguenze, politiche e sociali, difficilmente prevedibili. Nello stesso periodo, poi, avvengono anche le nozze tra Kokachin e il principe Jingim, ma la cerimonia è guastata dall'arrivo improvviso di Byamba, che informa il padre di come suo cugino Kaidu abbia intenzione di sfidarlo davanti al Kuriltai per sottrargli il titolo di Gran Khan di tutti i mongoli.
Anche se in un primo momento Kublai vorrebbe rispondere all'offesa con le armi, Chabi riesce infine a far ragionare il consorte, evitando così all'impero, almeno per il momento, una sanguinosa guerra civile. Kublai accetta quindi di partecipare al Kuriltai, non prima però di aver rimandato Byamba da Kaidu con le teste di tutti i membri della corte imperiale contrari alla sua autorità.
- Guest star: Jaime Chew (Ling Ling), Max Kellady (Imperatore bambino), Daniel Tuiara (Sukh), Nicholas Cheach (Gru magro), Tserenbold Tsegmid (Chinggis), Erkhembayar Tsogtbayar (Kublai da bambino), Connor Chew (Kaidu da bambino), Gerald Chew (Governatore of Wuji), Min Kim (Ribelle dei Song), Kin Wah Chew (Lealista dei Song 1), Charlie Ruedpokanon (Lealista dei Song 2), Josh Han (Militante meditabondo), Jenson Cheng (Nomu), Chan Griffin (Cugino mongolo ubriaco), Crispian Chan (Cliente corrugato), Mike Ching (Barcaiolo cinese).

## L'abbraccio
- Titolo originale: Hug
- Diretto da: David Petrarca
- Scritto da: Patrick Macmanus

### Trama
Dal momento che il Kurultai elegge il Grande Khan per acclamazione, entrambi gli schieramenti iniziano ad approcciare i clan più influenti nel tentativo di accattivarsi i loro favori e ottenerne così il voto al momento dell'elezione. Il sostegno più ambito è senza dubbio quello di Nayan, un principe cristiano del clan dei Borjigin, zio di Kublai e discendente diretto di Gengis Khan, nonché comandante della più grande e potente delle armate mongole.
Kaidu, istigato anche dall'ambiziosa e feroce madre Bariyachi, fa la prima mossa, invitando Nayan nel suo accampamento e chiedendogli apertamente di unirsi a lui, ma dal momento che Nayan gli pone come condizione per garantigli il proprio appoggio la sua conversione al cristianesimo, Kaidu rifiuta sdegnato, e a quel punto il principe decide di rimandare ogni decisione a dopo il suo imminente pellegrinaggio a Gerusalemme.
Intanto Marco e Mei Lin, nonostante i tentativi di Loto di fermarli, riescono a riportare Gong Di a Khanbalik, mettendo però Kublai nella difficile situazione di dover decidere che cosa fare con il bambino: da una parte egli rappresenta ancora un faro di speranza per i seguaci dei Song, ma dall'altro la sua uccisione rischierebbe di scatenare una rivolta generale nelle province cinesi.
Tornato a casa, Marco parla a Sifu dello scontro avuto con Loto, con il monaco che, avuta una prova dello stile di lotta della donna, sembra riconoscervi qualcosa di famigliare, ma evita come al solito di esternare i propri pensieri limitandosi ad una delle sue esternazioni sarcastiche; quindi, il giovane veneziano incontra anche Jingim, venendo infine a conoscenza del suo ormai avvenuto matrimonio con Kokachin, a causa del quale la loro breve relazione subisce una drammatica e sofferta interruzione; Kokachin, però, ha anche un altro problema, ovvero che nonostante tutti i suoi sforzi non riesce ad avere figli, cosa che le provoca un forte shock emotivo e inizia a minare il suo equilibrio mentale.
Alla fine, a nulla valgono gli sforzi di Marco e di Chabi per spingere il Khan a cambiare idea, e Kublai, istigato da Ahmed, uccide con le sue mani il piccolo Gong Di, senza che Marco, arrivato all'ultimo momento nella sala del trono, possa fare nulla per impedirlo.
- Guest star: Max Kellady (Imperatore bambino), Tosh Zhan (Bai), Byambadorj Altanhuyag (Generale Qaban), Daniel Tuiara (Sukh), Billie Chong (Servitore).

## L'esecuzione
- Titolo originale: Measure Against the Linchpin
- Diretto da: Daniel Minahan
- Scritto da: Elizabeth Sarnoff

### Trama
- Guest star: Max Kellady (Imperatore bambino), Ludi Lin (Batbayer), Chuluunbaatar Batchuluun (Ganzoric).

## L'opera di Dio
- Titolo originale: Let God's Work Begin
- Diretto da: David Petrarca
- Scritto da: Kate Barnow

## Ninna nanna
- Titolo originale: Lullaby
- Diretto da: Jon Amiel
- Scritto da: Bruce Marshall Romans

## Le condizioni del serpente
- Titolo originale: Serpent's Terms
- Diretto da: Jon Amiel
- Scritto da: Noelle Valdivia

## Gru wudang
- Titolo originale: Lost Crane
- Diretto da: Alik Sakharov
- Scritto da: Matthew White

## Il cavallo bianco
- Titolo originale: Whitehorse
- Diretto da: James McTeigue
- Scritto da: Elizabeth Sarnoff e Patrick Macmanus

## Eredi
- Titolo originale: Heirs
- Diretto da: James McTeigue
- Scritto da: Kate Barnow

## In buona compagnia
- Titolo originale: The Fellowship
- Diretto da: Alik Sakharov
- Scritto da: Elizabeth Sarnoff e Patrick Macmanus